# 和性增长/乘性降低
和性增长/乘性降低（英語：additive-increase/multiplicative-decrease、AIMD）算法是一个反馈控制算法，最广为人知的用途是在TCP拥塞控制。AIMD将拥塞窗口的线性增长与监测到拥塞时的指数降低相结合。使用AIMD拥塞控制的多个流将最终收敛到使用等量的共享链路。乘性增长/乘性降低（MIMD）和加性增长/加性降低（AIAD）的相关方案无法达到稳定。

## 算法
采取的方法是增加传输速率（窗口大小），探测可用带宽，直到发生丢包。加性增长的策略例如可以在每个往返时间将拥塞窗口增长固定量。当检测到拥塞时，发送方将传输速率降低一个乘数；例如，数据丢失发生时将拥塞窗口降低到一半。结果是锯齿形的，体现带宽的探测。
AIMD需要二进制的拥塞信号。丢包通常充当了最常见的拥塞信号。当超时或确认消息指示数据包丢失时，触发乘性降低。有一些网络内机制可以像显式拥塞通知（ECN）中那样标记拥塞（不丢弃数据包）。
令w(t)为时间t内的发送速率（如拥塞窗口），a（{\displaystyle a>0}）是加性增长参数，而b（{\displaystyle 0<b<1}）是可乘的降低因子。
在TCP慢启动后，加性增长参数a通常为每个RTT一个MSS，而乘积减小因子b通常为1/2。

## 协议
AIMD拥塞控制用于或曾经用于：
- 传输控制协议（TCP）
- 可扩展传输控制协议（STCP）
- OSI传输类别4[2]
- DCCP（在某些模式下）[3]
- DECnet

## 相关链接
- TCP拥塞避免算法
- TCP里诺
- 拥堵窗口